# تركلان (ورغاهان)
تركلان (بالفارسية: ترکلان) هي منطقة سكنية تقع في إيران في قسم ورغاهان الریفي. يقدر عدد سكانها بـ 67 نسمة .